# خاشيم (حضرموت)
خاشيم هي إحدى قرى الجمهورية اليمنية. تتبع جغرافيا لمحافظة حضرموت و إداريًا لمديرية الريده وقصيعر. يبلغ تعداد سكانها 3127 نسمة حسب الإحصاء الذي أجري عام 2004.